# جيمي كورسي
جيمي كورسي (بالإنجليزية: Jamie Corsi)‏ هو لاعب اتحاد الرغبي بريطاني، ولد في 30 ديسمبر 1987 في كارديف في المملكة المتحدة.

## روابط خارجية
- جيمي كورسي على موقع ItsRugby.co.uk (الإنجليزية)